# Goniothalamus hookeri
Goniothalamus hookeri este o specie de plante din genul Goniothalamus, familia Annonaceae, descrisă de George Henry Kendrick Thwaites. A fost clasificată de IUCN ca specie vulnerabilă. Conform Catalogue of Life specia Goniothalamus hookeri nu are subspecii cunoscute.